# Santa Lúcia nos Jogos Olímpicos de Verão de 2024
Santa Lúcia competiu nos Jogos Olímpicos de Verão de 2024 realizados em Paris, na França, entre 26 de julho e 11 de agosto de 2024. Foi a oitava participação consecutiva do país nos Jogos Olímpicos de Verão desde a estreia em Atlanta 1996.
Foi representado por quatro atletas que competiram no atletismo, natação e vela. Julien Alfred conquistou as primeiras medalhas de Santa Lúcia nos Jogos Olímpicos, ao vencer os 100 m e ficar em segundo lugar nos 200 metros feminino do atletismo.

## Medalhas
| Atleta        | Esporte   | Evento         | Medalha |
| ------------- | --------- | -------------- | ------- |
| Julien Alfred | Atletismo | 100 m feminino | Ouro    |
| Julien Alfred | Atletismo | 200 m feminino | Prata   |

## Competidores
Esta foi a participação por modalidade nesta edição:
| Esporte   | Masculino | Feminino | Total |
| --------- | --------- | -------- | ----- |
| Atletismo | 1         | 1        | 2     |
| Natação   | 1         | 0        | 1     |
| Vela      | 1         | 0        | 1     |
| Total     | 3         | 1        | 4     |

## Desempenho

### Atletismo
- Q = Qualificado para a próxima fase
- q = Qualificado para a próxima fase como o perdedor mais rápido ou, em eventos de campo, pela posição sem atingir o alvo para qualificação
- N/A = Fase não aplicável para o evento
- Bye = Atleta não precisou disputar aquela fase

Masculino
Eventos de pista
| Atleta         | Evento | Baterias | Baterias | Repescagem | Repescagem | Semifinal   | Semifinal   | Final       | Final       | Ref.  |
| Atleta         | Evento | Tempo    | Pos.     | Tempo      | Pos.       | Tempo       | Pos.        | Tempo       | Pos.        | Ref.  |
| -------------- | ------ | -------- | -------- | ---------- | ---------- | ----------- | ----------- | ----------- | ----------- | ----- |
| Michael Joseph | 400 m  | 45.69    | 8        | 45.64      | 4          | Não avançou | Não avançou | Não avançou | Não avançou | [ 5 ] |

Feminino
Eventos de pista
| Atleta        | Evento | Preliminar | Preliminar | Baterias | Baterias | Repescagem | Repescagem | Semifinal | Semifinal | Final | Final            | Ref.  |
| Atleta        | Evento | Tempo      | Pos.       | Tempo    | Pos.     | Tempo      | Pos.       | Tempo     | Pos.      | Tempo | Pos.             | Ref.  |
| ------------- | ------ | ---------- | ---------- | -------- | -------- | ---------- | ---------- | --------- | --------- | ----- | ---------------- | ----- |
| Julien Alfred | 100 m  | Bye        | Bye        | 10.95    | 1 Q      | N/A        | N/A        | 10.84     | 1 Q       | 10.72 | Medalha de ouro  | [ 6 ] |
| Julien Alfred | 200 m  | N/A        | N/A        | 22.41    | 1 Q      | Bye        | Bye        | 21.98     | 1 Q       | 22.08 | Medalha de prata | [ 6 ] |

### Natação
Masculino
| Atleta             | Evento      | Eliminatórias | Eliminatórias | Semifinal   | Semifinal   | Final       | Final       | Ref.  |
| Atleta             | Evento      | Tempo         | Pos.          | Tempo       | Pos.        | Tempo       | Pos.        | Ref.  |
| ------------------ | ----------- | ------------- | ------------- | ----------- | ----------- | ----------- | ----------- | ----- |
| Jayhan Odlum-Smith | 100 m livre | 50.39         | 44            | Não avançou | Não avançou | Não avançou | Não avançou | [ 7 ] |

### Vela
Eventos com regata da medalha
| Atleta       | Evento | Regatas | Regatas | Regatas | Regatas | Regatas | Regatas | Regatas | Regatas | Regatas | Regatas | Regatas | Regatas | Regatas | Regatas | Regatas | Regatas | Pontos | Pos. | Ref.  |
| Atleta       | Evento | 1       | 2       | 3       | 4       | 5       | 6       | 7       | 8       | 9       | 10      | 11      | 12      | 13      | 14      | 15      | M*      | Pontos | Pos. | Ref.  |
| ------------ | ------ | ------- | ------- | ------- | ------- | ------- | ------- | ------- | ------- | ------- | ------- | ------- | ------- | ------- | ------- | ------- | ------- | ------ | ---- | ----- |
| Luc Chevrier | Laser  | 24      | 36      | 19      | 25      | 11      | 28      | 27      | 29      | —       | —       | —       | —       | —       | —       | —       | EL      | 163    | 29   | [ 8 ] |

M = Regata da medalha; EL = Eliminado(a) – não avançou para a regata da medalha